# 陳素燕
陳素燕（？—），台灣學者，台灣兒童繪本作家。譯有兒童文學作品《家在地球另一端》等。作品《少年曹丕》獲得第二屆九歌現代少兒文學獎第二名。

## 學歷
- 德州大學教育博士
- 美國俄亥俄州立大學兒童文學教育碩士
- 國立臺灣大學歷史系

## 經歷
- 國立清華大學學習科學與科技研究所教授

## 作品
- 〈青春〉該如彩蝶翩翩於沃野，陳素燕，2012，全國新書資訊月刊，國家圖書館
- 青春久久I：精選99本文學好書，陳素燕、柯華葳編/著，2011，國家圖書館/台灣閱讀協會
- 青春久久II：精選99本知識性好書，柯華葳、陳素燕編/著，2011，國家圖書館/台灣閱讀協會
- 動物我愛你，陳素燕譯，1996，幼獅出版社
- 真假新娘，陳素燕譯，1995，東華書局
- 白雲山莊少莊主，陳素燕著，1995，省政府教育廳中華叢書
- 親愛的歐莎娜，陳素燕著，1995，幼獅出版社
- 家在地球另一端，陳素燕譯，1994，幼獅出版社
- 《少年曹丕》陳素燕著，1994，九歌出版社 (第二屆現代兒童文學獎第二名)
- 《青春久久》[3]

## 得獎
- 《少年曹丕》獲得第二屆九歌現代少兒文學獎第二名

## 相關
- 2017年1月，淡江大學碩士生楊道揆訪問王金選和方素珍、李如青、胡其瑞、林秀穗、廖健宏、陳素燕、黃麟傑、蔡秀敏等一共九位現任臺灣繪本作家，寫成畢業論文。[4]。